# Altopiano del Waterberg

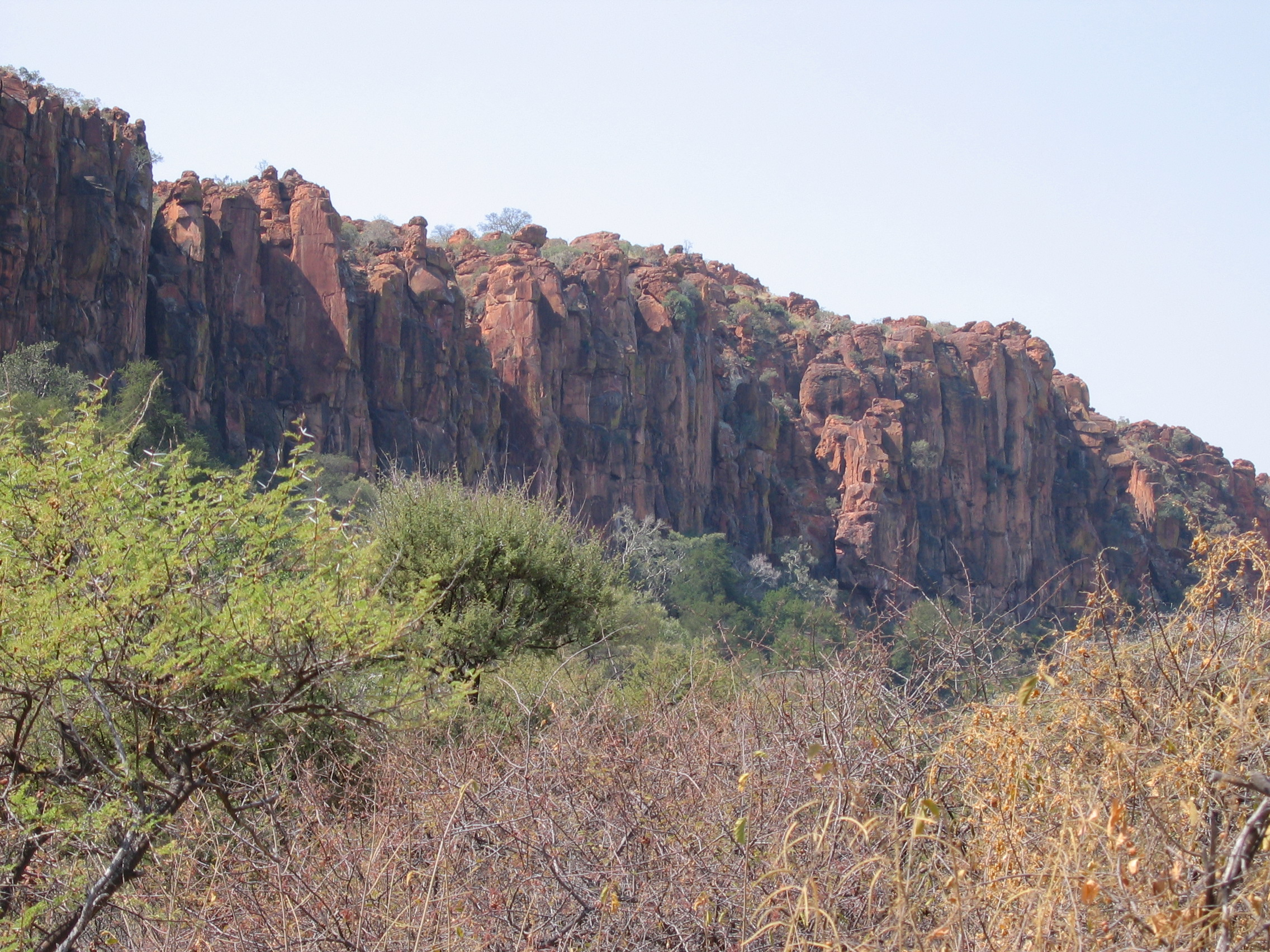
I rilievi che circondano il Waterberg

L'altopiano del Waterberg (Waterberg Plateau) è un altopiano della Namibia orientale. Il nome significa "montagna d'acqua".
L'area dell'altopiano e altri 400 km² circa della regione circostante costituiscono il Parco nazionale dell'altopiano del Waterberg (Waterberg Plateau National Park).

## Geografia
Si trova 300 km a nord di Windhoek e 86 km a est di Otjiwarongo, è costituito da arenaria, lungo circa 50 km e largo circa 16, posto 150 m sopra il livello della pianura circostante con pareti a picco. Deve il nome "montagna d'acqua" alla ricchezza di sorgenti create dello strato argilloso sotterraneo, inclinato verso sudovest, che crea una vasta falda acquifera sotterranea. A nord si estende fino ai monti Okarukuvisa.

## Storia
Lo strato di roccia più antico dell'altopiano risale a circa 850 milioni di anni fa. Vi sono stati ritrovati fossili di dinosauri risalenti a circa 200 milioni di anni fa.
I primi abitanti umani furono i San (boscimani), la cui presenza sull'altopiano già diverse migliaia di anni fa è attestata da antiche pitture rupestri. Sull'altopiano era presente fino agli anni sessanta un piccolo gruppo di San.
Nel 1873 i tedeschi fondarono qui una missione, che però venne distrutta nel 1880 durante le guerre fra gli Herero e i Nama. La battaglia di Waterberg, combattuta nel 1904, fu una delle più importanti battaglie delle guerre herero combattute fra le forze coloniali tedesche e le popolazioni herero. Nello scontro moltissimi herero rimasero uccisi; altri morirono di stenti mentre fuggivano attraverso il Kalahari e molti emigrarono in Botswana (all'epoca Bechuanaland). La battaglia viene commemorata ogni 11 agosto.